# Amen (série télévisée)
Amen est une sitcom américaine en cent dix épisodes de 24 minutes diffusés sur NBC entre le 27 septembre 1986 et le 11 mai 1991.

## Fiche technique
Sauf indication contraire, les informations mentionnées dans cette section peuvent être confirmées par la base de données cinématographiques IMDb,  présente dans la section « Liens externes ».
- Titre original : Amen
- Réalisation : Bill Foster, Shelley Jensen, John Sgueglia, Lee Shallat Chemel, John Robins, Gary Shimokawa, Stan Lathan, Bill Duke et Michael Dimich
- Scénario : Ed Weinberger, Arthur Julian, Eric Cohen, Darry Quarles, Marshall Karp, Bill Daley, Bob Ellison, David Lloyd, Jace Richdale, Jim Geoghan et Richard Marcus
- Musique : Bill Maxwell
- Casting : Eileen Mack Knight, Shana Landsburg, Reuben Cannon et Monica Swann
- Montage : Keith Cook, Richard Russel, Joe Bella, Paul Bonnette et John Carroll
- Décors : Leon A. King, Charles E. Tycer et Richard Reams
- Costumes : Molly Harris Campbell
- Production : Peter Noah, Marty Nadler, Terry Hart, Marshall Karp, Marilynn Loncar et Bob Peete
  - Coproducteur : Ken Johnston, Reuben Cannon, Bill Daley et Beverly Cashen
  - Producteur délégué : Ed Weinberger, Arthur Julian, Bob Illes, James R. Stein et Michael Leeson
  - Producteur codélégué : Eric Cohen
  - Producteur associé : Peter Noah, Jeff Kaufman, Tracy L. Foster, Michael E Stokes, Kent Weishaus, Rikk Greengrass et Michael Leeson
  - Superviseur de la production : Shelley Jensen, Jim Geoghan, Mark Gossan, Jeff Steifert, Jack Michon et Marica Govons
- Sociétés de production : Carson Productions et Stein & Illes Productions
- Société de distribution : NBC
- Chaîne d'origine : NBC
- Pays d'origine :  États-Unis
- Langue originale : anglais
- Genre : Sitcom
- Durée : 24 minutes

## Distribution

### Acteurs principaux
- Sherman Hemsley : le diacre Ernest Frye
- Clifton Davis : le révérend Reuben Gregory
- Anna Maria Horsford : Thelma Frye
- Roz Ryan : Amelia Hetebrink
- Jester Hairston : Rolly Forbes
- Barbara Montgomery : Casietta Hetebrink

### Acteurs secondaires et invités
- Tony T. Johnson : Chris
- Elsa Raven : Inga
- Bumper Robinson : Clarence
- Rosetta LeNoire : Leola Forbes
- Montrose Hagins (en) : Leola Forbes
- Franklyn Seales : Lorenzo Hollingsworth
- James Avery : Révérend Tom Crawford
- Ron Glass : Jason Lockwood
- LaWanda Page : Darla
- Richard Foronjy : C.J. Wiggins
- Jackée Harry : Roxanne Farley
- John Hancock : Marshall Wittaker
- Whitman Mayo : Swifty
- Raymond St. Jacques : Jason Adderly
- William Windom : Nick St. Nicolas
- Earl Boen : Dr Carter
- Richard Roundtree : Sergent Burke
- Miguel A. Núñez, Jr. : Jerome
- Lonette McKee : Tanya DuBois
- John Witherspoon : The Bailiff
- Janet MacLachlan : le juge

## Épisodes

### Saison 1
1. Pilot
2. The Courtship of Bess Richards
3. The Morning After
4. The Deacon Delivers
5. Rolly Falls in Love
6. Sermon From the Cell
7. Maitre D'eacon
8. Reuben's Romance
9. After the Fall
10. Your Christmas Show of Shows
11. Frye for the Defense
12. Thelma's Choice
13. Betting on the Boy
14. Casting the First Stone
15. Yes Sir, That's Your Baby
16. Into the Night
17. The Divorce Lawyer
18. The Rival
19. The Magician
20. Glen Garry Glen Thelma
21. What's Up, Deacon?

### Saison 2
1. California Dreaming
2. Dancing in the Dark
3. You Bet Your Life
4. Dueling Ministers
5. Thelma's Reunion
6. Deacon on the Line
7. Rolly's Proposal
8. Rolly's Wedding
9. Thelma's Birthday
10. Thelma's Little Girl
11. The Twelve Songs of Christmas
12. Snakes Alive
13. Man on a Ledge
14. To Catch a Thief
15. The Widow
16. Stranded
17. Deacon Dearest
18. The Fantasy
19. Wedding Bell Blues
20. A Slight Case of Murder: Part 1
21. A Slight Case of Murder: Part 2

### Saison 3
1. Fear of Flying
2. Will You Still Love Me Tomorrow?
3. Look at Me, I'm Running
4. Court of Love
5. Get 'Em Up, Scout
6. The Minister's Wife
7. The Housekeeper
8. Thelma's Handyman
9. The Deacon's Donkey
10. Matchmaker Matchmaker
11. I Remember Mama
12. The Reverend Ernest Frye
13. The Green Card
14. The Psychic: Part 1
15. The Psychic: Part 2
16. The Boxer
17. Nothing But the Truth
18. Career Girl
19. First Community Talent Show
20. The Last Supper
21. Sing, Sister, Sing
22. A Mind Is a Terrible Thing to Waste

### Saison 4
1. The Engagement
2. Where There's a Will
3. I Can't Help Loving That Man of Mine
4. Who Am I?
5. Witness for the Defense
6. TV or Not TV
7. Don't Rain on My Shower
8. Thelma Says, I Do
9. You're in the Army Now
10. Thelma and the D.I.
11. Sergeant in Arms
12. Thelma Frye, Dough Girl
13. The Deacon vs. the U.S. Army
14. The Roast
15. The Deacon and the Mother-in-Law
16. The Wedding
17. The Honeymoon
18. The Talent Show
19. Moving In
20. Deacon's Dilemma
21. Trouble in Paradise
22. Who's Sorry Now?
23. The Deacon's Confession

### Saison 5
1. Love, Deacon Style
2. Two Men, One Woman and a Baby
3. Child's Play
4. Yo, Deak
5. Miracle on 134th Street: Part 1
6. Miracle on 134th Street: Part 2
7. Judge Deacon Frye
8. The Gospel Truth
9. Lights, Camera, Deacon
10. Unforgettable
11. Ernie and the Sublimes
12. The Deacon's Slam Dunk
13. Three Men and a Hammer
14. Nothin' Says Lovin'...
15. My Fair Homeboy
16. A Star Is Burned
17. Deak-Scam
18. The Wild Deak
19. Three's a Crowd
20. Date With an Angel
21. Deliverance: Part 1
22. Deliverance: Part 2